# Dave Myers

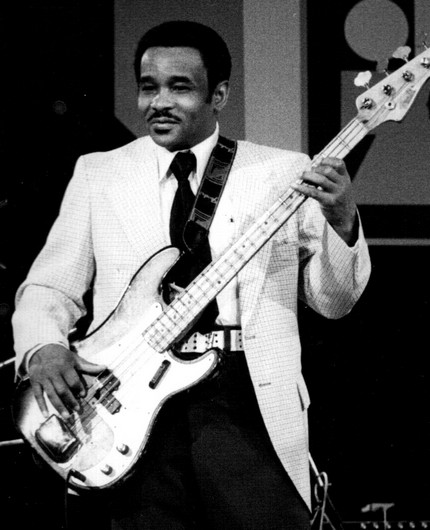
Dave Myers, 1978

David „Dave“ Myers (* 30. Oktober 1926 in Byhalia, Mississippi; † 3. September 2001 in Chicago, Illinois) war ein US-amerikanischer Bluesmusiker (Gitarre, Bass), der vor allem als Mitglied der Band The Aces bekannt wurde. Er war einer der ersten Bluesmusiker (laut Allmusic der erste), der einen elektrischen Bass spielte.

## Leben
1941 zog die Familie Myers aus Mississippi nach Chicago. Sie wohnte im selben Haus wie Lonnie Johnson, von dem Dave und seine Brüder den Chicago Blues kennenlernten, nachdem sie zuvor bereits von ihrem Vater Amos Myers gelernt hatten, den Country Blues auf der Gitarre zu spielen. Schon früh traten die Brüder bei lokalen Festen als Musiker auf und trafen dabei auf Bluesgrößen wie Sonny Boy Williamson II., Robert Nighthawk und Memphis Minnie.
Mit seinem Bruder Louis (Gitarre, Mundharmonika) trat Dave unter dem Namen „The Little Boys“ auf, zeitweilig mit dem Sänger Arthur „Big Boy“ Spires. Dave Myers spielte auf seiner E-Gitarre den Rhythmus, während Louis die Leadgitarre spielte. Zusammen mit Junior Wells (Mundharmonika) und Fred Below (Schlagzeug) entstanden daraus schließlich „The Aces“.
Als Wells 1952 zur Band von Muddy Waters wechselte, wurden die verbleibenden Aces die Begleitband von Little Walter, der seinerseits Muddy Waters verlassen hatte. Diese Konstellation spielte bis Mitte der 1950er als „Little Walter & His Jukes“ eine ganze Reihe von Hits ein.
Mitte der 1950er verließ Dave die Band. Er arbeitete als Sessionmusiker mit vielen namhaften Bluesmusikern zusammen, darunter Otis Rush, Robert Lockwood Jr., Buddy Guy, Otis Spann, Earl Hooker und etliche mehr. Die Myers-Brüder gingen in den 1970ern wieder als „The Aces“ in Europa auf Tour. Dave gründete später „The New Aces“.
Dave Myers ist auf zahlreichen Aufnahmen als Begleitmusiker zu hören, doch erst 1998 brachte er sein erstes – und einziges – Album unter eigenem Namen heraus, You Can’t Do That. 2000 wurde ihm infolge seines Diabetes ein Bein amputiert, dennoch gab er weiter Konzerte, das letzte im Februar 2001. Dave Myers starb am 3. September 2001 in Chicago.